# Burg Schelleneigen
Die Burg Schelleneigen ist eine abgegangene Niederungsburg 3 Kilometer westlich von Berkheim. Sie befindet sich dreihundert Meter südöstlich der Grabenmühle auf der Gemarkung des Teilorts Eichenberg der Gemeinde Berkheim im Landkreis Biberach in Baden-Württemberg. Von der ehemaligen Burganlage, von der heute nichts mehr erhalten ist, waren im 19. Jahrhundert noch Wälle und Gräben zu sehen.